# Arsilda, regina di Ponto
Arsilda, regina di Ponto es una ópera en tres actos del compositor Antonio Vivaldi sobre un libretto de Domenico Lalli. Tercera ópera de Vivaldi, su primera puesta en escena tuvo lugar en el Teatro Sant'Angelo de Venecia el 27 de octubre o 28 de octubre de 1716. Publicaciones de la época aseguran que la fue un gran éxito, por lo que la ópera sería representada al menos en la corte de Kassel y probablemente en Dresde. La ópera fue dedicada al Conde Giacomo Brivio di Brochles.
Este trabajo se cataloga dentro de la primera fase de la actividad operística del Padre Rojo, en un momento de la historia de la ópera veneciana donde estaba concluyendo la época en la cual compositores como Carlo Francesco Pollarolo, Antonio Lotti y Francesco Gasparini, quienes dominaban la vida artística de la ciudad representaban sus trabajos a la manera del drama del siglo anterior. 
Durante los años 1714 y 1715 la reputación de Vivaldi como compositor y empresario crecía en los teatros venecianos (principalmente en el Sant'Angelo) a pesar de las dificultades que le planteaba el trabajar en una ciudad aristocrática y conservadora, donde el teatro era controlado por los patricios. A pesar de haber completado la composición de Arsilda en el año 1715 y debido precisamente a fricciones con la dirección del teatro Sant'Angelo y con otros empresarios operísticos, Vivaldi sometió a una dura y larga revisión su obra tanto en el aspecto musical como en el libretto con el fin de evitar la acción de la censura.

## Personajes
| Personaje                             | Tesitura                     |                     |
| ------------------------------------- | ---------------------------- | ------------------- |
| Arsilda, hija del rey del Ponto       | mezzosoprano                 | Anna Vincenza Dotti |
| Nicandro, confidente de Tamese.       | soprano (papel con calzones) | Antonia Pellizzari  |
| Cisardo, tío de Tamese y Licea.       | bajo                         | Angelo Zannoni      |
| Tamese, heredero del trono de Cilicia | tenor                        | Annibale Pio Fabri  |
| Barzane, prometido de Lisea.          | soprano castrato             | Carlo Valcata       |
| Mirinda, confidente de Lisea.         | soprano                      | Maria Teresa Cotti  |
| Lisea, hermana melliza de Tamese.     | mezzosoprano                 | Anna Maria Fabbri   |